# قلدرها (فیلم ۱۹۹۸)
قلدرها (به انگلیسی: Thick as Thieves) یک فیلم سینمایی آمریکایی محصول سال ۱۹۹۸ که براساس رمانی به همین نام توسط پاتریک کوئین ساخته شده است و اقتباسی برای اسکرین ساندرز و آرتور کریستال با نمایشگر سیندرز به کارگردانی اسکات ساندرز است. در این فیلم الک بالدوین، آندره بروگر، مایکل جای وایت، بروس گرینوود و ربکا د مورنی بازی می‌کنند.

## داستان
یک گانگستر جنگ انتقام جویانه ای را با یک مرد، که رئیس خلافکاران و همچنین شرکای پلیس فاسداش آغاز می‌کند.